# Ясное (село, Днепропетровская область)
Ясное (укр. Ясне) — село,
Лубянский сельский совет,
Синельниковский район,
Днепропетровская область,
Украина.
Код КОАТУУ — 1224883007. Население по переписи 2001 года составляло 147 человек.

## Географическое положение
Село Ясное находится на правом берегу реки Нижняя Терса,
выше по течению примыкает село Токовое,
ниже по течению на расстоянии в 1 км расположено село Острый Камень,
на противоположном берегу — село Катражка.